# 丹羽紫保里
丹羽 紫保里（にわ しほり、1971年8月22日 - ）は、日本の女性声優。所属事務所は81プロデュース。愛知県出身。

## 経歴
淑徳短期大学卒業。
以前は銀プロダクションに所属していた。

## 出演

### テレビアニメ
1995年
- あずきちゃん（テレビのおねえさん）
- 行け!稲中卓球部（須田、優子、幽霊、長瀬川、一条タマ子、木之下紀子、マリリン 他）

1996年
- ガンバリスト!駿（女子生徒、女子選手、場内アナウンス 他）
- きこちゃんすまいる（マドカ、みどり 他）

1997年
- ネクスト戦記EHRGEIZ（アナウンス）
- 夢のクレヨン王国（ミミ、オクトパス姫、チュウ 他）

1998年
- キトとウーフル（キトの友人）
- センチメンタルジャーニー（女子生徒A）
- 春庭家の3人目（データボックス 他）

1999年
- おジャ魔女どれみ（パル、くみこ〈初代〉 他）
- KAIKANフレーズ（女）
- 神風怪盗ジャンヌ（宮坂浩美）
- それいけ!アンパンマン（てんむすちゃん）

2002年
- 攻殻機動隊 STAND ALONE COMPLEX（宮原）
- はじめの一歩（子供）

2007年
- やっとかめ探偵団（加藤恵子）

### OVA
- 元祖 爆れつハンター（1996年、シオリーナ）
- タトゥーン★マスター（1996年）
- 鬼神童子ZENKI外伝 黯鬼奇譚（1997年、ひかる）
- 銀河英雄伝説外伝 汚名（1998年、観光客）
- 支配者の黄昏 TWILIGHT OF THE DARK MASTER（1998年）
- 鉄拳 -TEKKEN-（1998年、オペレーター3）

### ゲーム
- ザ・スターボウリングVol.1（1997年、ユーメディア、アローマ）
- スタンバイSay You!（1997年、オブジェ）
- ザ・スターボウリングDX（1998年、ユーメディア、アローマ） - PS版

### 吹き替え

#### 海外アニメ
- アンジェラ・アナコンダ（ジャニュアリー）

### その他コンテンツ
- 日本航空 新入社員用ビデオ（顔出し）
- ゼネラルモーターズ サターン社員用ビデオ（顔出し）